# Nalva Aguiar
Nalva de Fátima Aguiar (Tupaciguara, 9 ottobre 1945) è una cantante e attrice brasiliana.
Viene considerata una dei pionieri del country brasiliano.

## Biografia
Da ragazza cantava a feste e matrimoni; fu poi messa sotto contratto da un'emittente radiofonica.  All'inizio degli anni settanta incise il suo primo album e sempre in quel decennio registrò la sua canzone più nota, Tá de mal comigo, che la consacrò sia in patria sia all'estero. Le venne dato il soprannome "Rainha dos Caminhoneiros". Dal 1976 si dedicò anche al cinema, interpretando film in cui ebbe modo di esibire le sue qualità canore.
Nel 1984 sfornò un album di duetti col cantante Teixerinha.
Nel 2021 le fu diagnosticata la malattia di Alzheimer. 

## Vita privata
Vive a Uberlandia. Ha tre figli.

## Discografia
- 1971 - Nalva
- 1972 - Rock and Roll Lullaby
- 1973 - Foi bom Você Chegar
- 1974 - Nalva Aguiar
- 1977 - Vale Prateado
- 1978 - Tupaciguara
- 1981 - Nalva Aguiar
- 1983 - Doradinho
- 1984 - Guerra dos Desafios (Teixerinha & Nalva Aguiar)
- 1984 - Cowboy de Rodeio
- 1988 - Nalva Aguiar
- 1991 - Nalva Aguiar